# Marius Copil
Marius Copil (* 17. Oktober 1990 in Arad) ist ein rumänischer Tennisspieler.

## Karriere
Copil begann im Jahr 2005, auf der Future-Tour erste Erfahrungen zu sammeln. Im August 2007 gewann er sein erstes Future-Turnier in seinem Heimatland, als er den Argentinier Martín Alund im Finale 6:3, 6:4 schlug. Sein erstes Challenger-Turnier, die zweithöchste Turnierkategorie, spielte er im September 2007 in Brașov. Dort scheiterte er in der ersten Runde gegen seinen Landsmann Adrian Ungur. Bis 2009 versuchte sich Copil erfolglos bei Turnieren der ATP World Tour zur qualifizieren. Nach Anläufen in Bukarest, Halle und ’s-Hertogenbosch, kam er im September in Bukarest dank einer Wildcard zu seinem ersten Match in der Hauptrunde eines Turniers der World Tour. Dort besiegte er zum Auftakt Victor Crivoi 6:3, 6:2, verlor in der zweiten Runde dann gegen Rubén Ramírez Hidalgo 3:6, 7:6, 4:6.
Am 18. September 2009 gab er sein Debüt für die rumänische Davis-Cup-Mannschaft. Auf Hartplatz profitierte er beim Stand von 6:4 von der Aufgabe seines schwedischen Gegners Andreas Vinciguerra. Anfang 2010 gewann Copil sein drittes Future-Turnier in Guatemala. Im Mai des Jahres schaffte er als Qualifikant seinen ersten Finaleinzug auf Challenger-Ebene in Cremona. Dort unterlag er Denis Gremelmayr 4:6, 5:7. In Bukarest spielte Copil auch 2010 dank einer Wildcard und verlor gegen Simone Vagnozzi mit 6:7, 4:6. In Kasan schaffte der Rumäne schließlich seinen ersten Challengertitel gegen Andreas Beck zu gewinnen. Im Mai spielte er erstmals in der Qualifikation eines Grand-Slam-Turnier bei den French Open. Dort erreichte er die zweite Qualifikationsrunde. Im Jahr darauf sicherte er sich auch im Doppel seinen ersten Challengertitel, als er mit Victor Crivoi die Doppelkonkurrenz in Brașov gewann. 2013 gelang ihm in Quimper sein zweiter Titelgewinn im Einzel. Im Endspiel bezwang er Marc Gicquel in zwei Sätzen. Sein erster Titelgewinn auf der ATP Tour folgte nach einer titellosen Saison 2014 im Jahr 2015. In Bukarest setzte er sich mit Adrian Ungur im Finale der Doppelkonkurrenz mit 17:15 im Match-Tie-Break knapp gegen Nicholas Monroe und Artem Sitak durch.
In der Saison 2016 gewann Copil sowohl im Einzel als auch im Doppel einen Titel. Im September gelang ihm zunächst in Izmir mit Marco Chiudinelli der Turniersieg, als sie Sadio Doumbia und Calvin Hemery mit 6:4 und 6:4 im Finale besiegten, ehe er im Oktober nach einem Finalerfolg über Steve Darcis auch das Turnier in Budapest für sich entschied. 2018 erreichte er seine ersten beiden Einzelfinals auf der World Tour. In Sofia zog er im Februar nach vier Siegen in sein erstes ATP-Finale ein, in dem er auf Mirza Bašić traf. Mit 7:6 (8:6), 6:7 (4:7) und 6:4 endete die Partie zugunsten Bašićs. Acht Monate darauf erreichte er auch in Basel das Finale und unterlag dort Roger Federer mit 6:7 (5:7) und 4:6. Zum 28. Januar 2019 hatte Copil mit Rang 56 sein höchstes Karriereranking in der Weltrangliste inne.

## Erfolge
| Legende (Anzahl der Siege)  |
| Grand Slam                  |
| ATP World Tour Finals       |
| ATP World Tour Masters 1000 |
| ATP World Tour 500          |
| ATP World Tour 250 (1)      |
| ATP Challenger Tour (5)     |

| ATP-Titel nach Belag |
| Hartplatz (0)        |
| Sand (1)             |
| Rasen (0)            |

### Einzel

#### Turniersiege
| Nr. | Datum            | Turnier  | Belag         | Finalgegner  | Ergebnis  |
| --- | ---------------- | -------- | ------------- | ------------ | --------- |
| 1.  | 31. Januar 2011  | Kasan    | Hartplatz (i) | Andreas Beck | 6:4, 6:4  |
| 2.  | 17. Februar 2013 | Quimper  | Hartplatz (i) | Marc Gicquel | 7:69, 6:4 |
| 3.  | 30. Oktober 2016 | Budapest | Hartplatz (i) | Steve Darcis | 6:4, 6:2  |

#### Finalteilnahmen
| Nr. | Datum            | Turnier | Belag         | Finalgegner   | Ergebnis        |
| --- | ---------------- | ------- | ------------- | ------------- | --------------- |
| 1.  | 11. Februar 2018 | Sofia   | Hartplatz (i) | Mirza Bašić   | 6:76, 7:64, 4:6 |
| 2.  | 28. Oktober 2018 | Basel   | Hartplatz (i) | Roger Federer | 6:75, 4:6       |

### Doppel

#### Turniersiege

##### ATP World Tour
| Nr. | Datum          | Turnier  | Belag | Partner      | Finalgegner                 | Ergebnis          |
| --- | -------------- | -------- | ----- | ------------ | --------------------------- | ----------------- |
| 1.  | 26. April 2015 | Bukarest | Sand  | Adrian Ungur | Nicholas Monroe Artem Sitak | 3:6, 7:5, [17:15] |

##### ATP Challenger Tour
| Nr. | Datum              | Turnier | Belag     | Partner           | Finalgegner                         | Ergebnis           |
| --- | ------------------ | ------- | --------- | ----------------- | ----------------------------------- | ------------------ |
| 1.  | 9. September 2012  | Brașov  | Sand      | Victor Crivoi     | Andrei Ciumac Oleksandr Nedowjessow | 6:78, 6:4, [14:12] |
| 2.  | 24. September 2016 | Izmir   | Hartplatz | Marco Chiudinelli | Sadio Doumbia Calvin Hemery         | 6:4, 6:4           |